# مخلف (اسم)
مخلف هو اسم علم مذكر من أصل عربي، ومعناه هو المعوض، من يتأخر عن مواعيده، والمراهق من الفعل أخلف الغلام راهق الحلم، والمنجب، والخلف الولد الصالح، والولد مطلقًا.

## شخصيات تحمل الاسم
- مخلف الشمري (ناشط حقوق إنسان سعودي، 21 فبراير 1955 – )

## وصلات خارجية
- موسوعة السلطان قابوس لأسماء العرب